# Bài học đầu cho con
"Bài học đầu cho con" là một bài thơ được sáng tác năm 1983 của nhà thơ người Việt Nam Đỗ Trung Quân. Bài thơ đã được nhạc sĩ Giáp Văn Thạch phổ nhạc thành ca khúc "Quê hương" một năm sau đó, dần trở nên phổ biến và quen thuộc với nhiều người Việt Nam đến mức tiêu đề bài thơ thường bị nhầm thành "Quê hương". Câu "Quê hương là chùm khế ngọt" xuất phát từ bài thơ đã trở thành một cụm từ phổ biến ở Việt Nam khi nhắc đến quê hương.

## Sáng tác
"Bài học đầu cho con" được nhà thơ Đỗ Trung Quân sáng tác vào năm 1983, ban đầu được viết để dành tặng con gái nhà văn Nguyễn Nhật Ánh là Quỳnh Anh, khi đó mới một tuổi.
Bài thơ khi mới hoàn thành được đăng trên báo Khăn Quàng Đỏ, và người biên tập khi đó là Việt Nga đã lược bỏ một số đoạn và thêm một câu kết "Sẽ không lớn nổi thành người" vào cuối bài. Việc bài thơ kết thúc bằng hai câu cuối cùng đã gây ít nhiều tranh cãi trong cộng đồng người Việt ở nước ngoài. Tuy nhiên, theo nhà thơ Đỗ Trung Quân, nguyên mẫu bài thơ không có câu kết này mà chỉ kết thúc bằng ba câu thơ:
| “ | ..Quê hương mỗi người chỉ một Như là chỉ một mẹ thôi Quê hương nếu ai không nhớ... | ” |

Về sau, khi được in lại trong tập thơ Cỏ hoa cần gặp vào năm 1991, Đỗ Trung Quân đã đăng lại nguyên bản bài thơ này mà không có câu kết.

## Phổ nhạc
Nhạc sĩ Giáp Văn Thạch đã phổ nhạc bài thơ này thành bài hát có tên là "Quê hương" vào cuối năm 1983. Ông đã sáng tác theo đúng bản in trên báo Khăn quàng đỏ và câu kết "Sẽ không lớn nổi thành người" cũng trở thành câu kết của bài hát. Vì sự phổ biến của bài hát này, hầu như ít người Việt Nam biết đến việc câu kết của bài thơ không phải là nguyên gốc của tác giả mà do người biên tập thêm vào.
Dù "Quê hương" là tác phẩm phái sinh từ "Bài học đầu cho con", nhưng từ năm 2000, tác giả Đỗ Trung Quân đã bàn giao hoàn toàn tác quyền bài hát "Quê hương" cho nhạc sĩ Giáp Văn Thạch, toàn bộ tiền bản quyền và biểu diễn đều do gia đình nhạc sĩ thụ hưởng.